# Rhyscotus globiceps
Rhyscotus globiceps là một loài chân đều trong họ Rhyscotidae. Loài này được Budde-Lund miêu tả khoa học năm 1908.